# FK Guber Srebrenica
Fudbalski klub "Guber" (FK "Guber"; Guber Srebrenica, Guber, srpski: ФК "Губер")  nogometni je klub iz Srebrenice, Republika Srpska, Bosna i Hercegovina. 
 
U sezoni 2019./20. klub se natječe u "Regionalnoj ligi RS – Istok", ligi čevtrtog stupnja nogometnog prvenstva Bosne i Hercegovine. 
 
Klupske boje su plava i bijela.

## O klubu
Nogomet se u Srebrenici počeo igrati 1923. godine, a 1924. godine dolazi do izgradnje igrališta i osnivanja kluba. 
 
Nakon Drugog svjetskog rata klub djeluje pod imenom "Polet" i natječe se u ligama Tuzlanske oblasti. Nakojn toga nekoliko puta mijenja ime, među kojima djeluje i pod nazivom "Proleter". 1960.-ih klub djeluje pod nazivom "Rudar", te se natječe u "Tuzlanskoj područnoj ligi", u kojoj u seezoni 1970./71. osvaja čevrto mjesto. 
 
Pod nazivom "Guber" klub djeluje od 1973. godine. U sezoni 1974./75. klub je prvak "Tuzlanske područne lige", te su se plasirali u "Bosansko-sjeveroistočnu zonu". Sljedećih sezona klub je član "Međuopćinske lige Tuzla", "Regionalne lige BiH – Sjever", a od sezone 1988./89. "Republičke lige BiH – Sjever". 
U sezoni 1989./90. klub se plasirao u završni dio "Kupa maršala Tita", gdje su ispali u šesnaestini završnice. 
 
Zbog rata u BiH, klub prestaje s radom 1992. godine, a do obnove rada kluba dolazi sredinom 2004. godine. Klub s ligaškim natjecanjima počinje u sezoni 2005./06. u "Trećoj ligi RS – Zvornik", a od sezone 2008./09. su članovi "Regionalne lige RS – Istok", koju osvajaju u sezoni 2015./16. i postaju članovi "Druge lige RS – Istok". 
 
Tijekom 2018. godine klub se nalazi u financijskim problemima, 
te po završetku sezone 2018./19. ispadaju iz "Druge lige RS – Istok" u "Regionalnu ligu RS – Istok". 
 
Unatoč teškim posljedicama rata i nacionalne podijeljenosti u Srebrenici, u klubu ravnopravno igraju Srbi i Bošnjaci.

## Uspjesi

### do 1992.
Područna liga Tuzla
- prvak: 1974./75.

### nakon 2005.
Regionalna liga RS – Istok
- prvak: 2015./16.
- doprvak: 2013./14., 2014./15.

## Unutrašnje poveznice
- Srebrenica

## Vanjske poveznice
- fkguber.weebly.com, stranice kluba
- Fk Guber Srebrenica, facebook stranica
- sportdc.net, Guber
- srbijasport.net, Guber
- transfermarkt.com, FK Guber Srebrenica
- esrebrenica.ba, FK Guber  Arhivirana inačica izvorne stranice od 11. kolovoza 2020. (Wayback Machine)